# Comitatul Brașov
Comitatul Brașov, cunoscut și ca Varmeghia Brașovului (în maghiară Brassó vármegye, în germană Komitat Kronstadt), a fost o unitate administrativă a Regatului Ungariei, care a funcționat în perioada 1876-1920. Capitala comitatului a fost orașul Brașov (în germană Kronstadt, în maghiară Brassó).

## Geografie
Comitatul Brașov se învecina la vest cu Comitatul Făgăraș (Fogaras), la nord-vest cu Comitatul Târnava Mare (Nagy-Küküllő), la nord-est și est cu Comitatul Trei Scaune (Háromszék). În partea de sud, acest comitat forma granița între Regatul Ungariei și Regatul României. Râul Olt forma o parte din granița nord-estică a comitatului. Munții Carpați formau limita sudică a comitatului. Suprafața comitatului în 1910 era de 1.492 km², incluzând suprafețele de apă.

## Istorie
Regiunea Brașov a fost locuită de coloniști sași încă din secolul al XII-lea. Comitatul Brașov a fost înființat în 1876, când structura administrativă a Transilvaniei a fost schimbată. În 1918, urmată fiind de confirmarea Tratatului de la Trianon din 1920, comitatul, alături de întreaga Transilvanie istorică, a devenit parte a României.
După Unirea Transilvaniei cu România, teritoriul acestui comitat a fost inclus în județul Brașov. Teritoriul Comitatului Brașov se regăsește azi în județul Brașov din centrul României.

## Demografie
În 1891, populația comitatului era de 86.777 locuitori.
În 1897, populația comitatului era alcătuită astfel :
- Districtul Alvidék: 17.711 locuitori, din care: 8.074 germani (sași), 6.419 români și 2.998 unguri (secui și ceangăi brașoveni)
- Districtul Felvidék: 17.524 locuitori, din care: 9.962 germani, 6.037 români, 1.266 unguri
- Districtul Hétfalu: 20.803 locuitori, din care: 11.411 unguri, 8.892 români, 188 germani
- Orașul Brașov: 30.739 locuitori, din care: 10.441 unguri, 9.758 români, 9.578 germani
- Total: 86.777 locuitori, din care: 31.106 români, 27.802 germani, 26.116 unguri.

În 1910, populația comitatului era de 100.628 locuitori, dintre care: 
- Români -- 33.886 (33,67%)
- Maghiari -- 31.191 (30,99%)
- Germani -- 29.415 (29,23%)

Populația ungurească forma majoritatea în zona orașului Săcele și reprezenta cea mai numeroasă etnie din orașul Brașov.

## Subdiviziuni
La începutul secolului 20, subdiviziunile comitatului Brașov erau următoarele:
| Districte (járás)                          | Districte (járás)      |
| District                                   | Capitală               |
| ------------------------------------------ | ---------------------- |
| Alvidék                                    | Földvár --- Feldioara  |
| Felvidék                                   | Feketehalom --- Codlea |
| Hétfalu                                    | Hosszúfalu --- Săcele  |
| Districte urbane (rendezett tanácsú város) |                        |
| Brassó --- Brașov                          |                        |